# Per Lundgren
Per Gordon Lundgren, född 2 augusti 1890 i Lidköping, död 7 oktober 1969 i Stockholm, var en svensk fältläkare och politiker (högern).
Lundgren tog studentexamen i Skara 1909, blev medicine kandidat vid Uppsala universitet 1916 och medicine licentiat vids Karolinska Institutet i Stockholm 1921. Han hade diverse förordnanden som provinsialläkare och lasarettsläkare 1919–1922, var underläkare vid Mariestads lasarett 1921–1924, extra läkare vid Uppsala universitets ögonklinik 1925, ögonläkare vid Umeå lasarett 1926–1929 och vidare lasarettsläkare vid ögonavdelningen där från 1930.
Lundgren gjorde omfattande militärmedicinska studier vid den tyska armén 1929, 1930, 1931 och 1937 samt vid den schweiziska armén 1929. 
Per Lundgren var fänrik i Skaraborgs regementes reserv 1915, underlöjtnant 1918, löjtnant samma år och avsked 1922. Han var vidare bataljonsläkare vid Flk 1922, vid Vendes artilleriregemente 1924, regementsläkare vid Västerbottens regemente 1925–1927.
Lundgren var ledamot av Stadsfullmäktige samt ordförande i Drätselkammaren i Umeå, med flera kommunala uppdrag. Han var ledamot av riksdagens första kammare från 1947, invald i Västerbottens läns och Norrbottens läns valkrets. Lundgren är begravd på Lidköpings norra begravningsplats.